# Red Hot Dynamite
Red Hot Dynamite, född 25 april 2006, är en svensk varmblodig travhäst. Han tränades först av Timo Nurmos (2007–2009), därefter av Sami Saarela (2009–2010) och sedan Lutfi Kolgjini (2010–2011).
Red Hot Dynamite tävlade åren 2009–2011 och sprang in 5,7 miljoner kronor på 30 starter varav 16 segrar. Han inledde karriären våren 2009 med fyra raka segrar och var inte sämre än tvåa i något lopp förrän i september 2010. Bland hans främsta meriter räknas segrarna i båda E3-finalerna (2009), Svenskt Trav-Kriterium (2009), Breeders' Crown (2009) och Prix d'Etain Royal (2011).
Säsongen 2010 segrade han även i ett uttagningslopp till Grand Prix l'UET och slutade sedan på fjärdeplats i finalen.
Han tillhör den skara hästar som vunnit både långa E3 och korta E3 i klassen för hingstar och valacker.